# Gavino Penducho Carta
Gavino Penducho Carta (Nuoro, 1588 – Madrid, 1652) è stato un politico sardo alla corte del re Filippo IV.

## Biografia
Figlio di Antonio Penducho Carta e Antonia Dejana, Gavino venne alla luce a Nuoro intorno al 1588. Intorno ai 17 anni intraprese il praticantato presso il notaio Alexi Gabriel Hordá di Cagliari, giungendo alla carica di notaio nel 1610 circa. Fu grazie alla stretta relazione con i baroni di Orosei Manca Guiso, suoi concittadini, che nel 1616 si trasferì in Spagna per seguire gli affari di Fabrizio Manca Guiso, all'epoca in lite con la famiglia dei Cardona Guiso, suoi cugini, per il possesso della baronia.
La residenza nella capitale del regno lo portò a essere ricercato dai nobili sardi per diverse procure riguardanti possesso di feudi, liti ereditarie, eccetera. Svolse anche un importante incarico di procuratore per i mercedari, nella lunga lite con i trinitari, nel 1624.
Entrato nell'entourage di Francisco Vico y Artea, reggente del Supremo Consiglio di Aragona dal 1627, fece rapidamente carriera fino a ricoprire, a partire dagli anni Trenta, di importanti e svariati incarichi a corte: agent del Consell d'Aragó (1633), ambasciatore della città di Cagliari a Madrid (1636), ambasciatore della città di Orihuela(1623-1650), Receptor (tesoriere) del Consell d'Aragó (1639-1649), procurador fiscal y patrimonial del sovrano (1649-1651). Durante il soggiorno madrileno, comunque, mantenne forti legami con l'isola natale.

## Guai con la giustizia
Tra il 1639 e il 1642 fu accusato della riduzione fraudolenta del contenuto d’argento del vellón (moneta reale costituita da una lega di argento e rame), allo scopo di arricchirsi. Ma fu l'omicidio di don Íñigo de Mendoza, corregidor di Cuenca e governatore di Martos, che stroncò definitivamente la sua carriera amministrativa.

## L'accusa di omicidio
Nella notte di Santo Stefano 1643, don Íñigo fu brutalmente assassinato presso la chiesa di San Sebastián nella calle de Atocha. Le indagini condussero ben presto al Penducho, poiché il Mendoza era l'amante di sua moglie, donna María de Arriete Ibarra, sposata intorno al 1633. Incarcerato il 6 gennaio 1644, fu rilasciato dopo tre mesi di interrogatori incrociati anche con la sua sposa. Alla fine se ne decretò l'innocenza (non è da escludere un intervento del Vico Artea, o di qualche altro importante nobile sardo), ma la sua carriera era ormai rovinata, così come il suo matrimonio: la Rota del tribunale diocesano di Toledo
decretò la nullità del matrimonio l'11 maggio 1649. La lunghissima causa per il divorzio è conservata nella biblioteca Palafoxiana di Puebla de Zaragoza, in Messico.

## La morte
Probabilmente in seguito a questi eventi, nel 1651 Gavino si ammalò gravemente, e morì l'anno successivo, tra maggio e settembre, cadendo nell'oblio. Ebbe un'illustre discendenza: suo nipote Antoni Valls i Pandutxo fu canonico di Tarragona e venne eletto presidente delle Corti parlamentari della Catalogna nel 1701.
1. 1 2 3   Salvatore Pinna, Gavino Penducho Carta: Ministro di Felipe IV. Truffe, tradimenti e omicidi nella Madrid de los Austrias, Independently Published, 2019.
2. ↑   Alonso de San Antonio (O.SS.T.), Gloriosos titulos, apostolicos y reales originarios y priuatiuos de la Sagrada Religion Descalça y Calçada de la Santissima Trinidad de Redencion de cautiuos, 1661.
3. ↑   Luca Porru, I baccellieri di Orani. Elites rurali, fiscalità feudale e ascesa sociale nella Sardegna moderna (PDF).
4. ↑   Aldo Pillittu, Documenti - e ipotesi - per gli anni di Viceregno del Duca di Montalto (1645 - 1649). Contributi all'arte del Seicento inSardegna. II, in Studi Sardi, XXX.
5. ↑   Miguel Fernando Gómez Vozmediano, Caballeros delincuentes en la España barroca.